# Ai Haibara
Ai Haibara (灰原 哀?, Haibara Ai), il cui vero nome è Shiho Miyano (宮野志保?, Miyano Shiho) è un personaggio immaginario e uno dei personaggi principali della serie manga e anime Detective Conan, creata da Gōshō Aoyama. Ai Haibara è un nome inventato da Hiroshi Agasa come copertura.
Mentre il suo vero cognome viene rivelato nel capitolo 9 del volume 18 (episodio speciale 129, 138 secondo la numerazione italiana), il suo nome si scopre solo nel capitolo 11 del volume 24 (episodio 178, 192 secondo la numerazione italiana).

## Creazione e sviluppo
Secondo il dottor Agasa, il nome di Ai corrisponde alla pronuncia tanto giapponese quanto inglese dell'iniziale «I» di V. I. Warshawski, la detective creata da Sara Paretsky, mentre il cognome deriva da quello di un'altra detective, Cordelia Gray, protagonista di alcuni romanzi di P.D. James, in quanto hai (灰?) significa «grigio», gray in inglese, appunto (灰 vuol dire «cenere»). Agasa ha suggerito di usare il kanji 愛, «amore», per il nome della ragazzina, ma ella ha preferito 哀, cioè «dolore». Tuttavia, in un'intervista pubblicata nel numero di maggio 2014 della rivista Da Vinci, Gōshō Aoyama ha riferito che il nome Ai deriva da I di Irene Adler, personaggio del racconto di Sherlock Holmes Uno scandalo in Boemia. Shiho, invece, probabilmente viene dalla pronuncia giapponese di Sherlock Holmes|Sherlock Holmes, mentre Sherry è tratto dal liquore preferito del Detective Shunsaku Kudo, di Tantei Monogotari. Nel doppiaggio italiano, il nome "Ai" viene pronunciato con l'accento sulla I, mentre in originale n'è privo. 

## La sua storia
Shiho Miyano era la miglior scienziata dell'Organizzazione nera, conosciuta con il nome in codice di Sherry (シェリー?, Sherī), ed è lei che ha portato avanti gli studi sull'APTX4869, iniziati dopo la morte dei suoi genitori, il padre giapponese Atsushi Miyano e la madre inglese Elena Miyano. I due erano ricercatori importanti per l'organizzazione ed entrambi morirono in quello che viene descritto, dagli altri membri, come un incidente, mentre Shiho era molto giovane. La sorella maggiore, Akemi Miyano, condusse una vita normale in Giappone, mentre Shiho venne mandata a frequentare la scuola all'estero, in America. Nella maggior parte del suo tempo in America, Shiho veniva allontanata e lasciata pranzare da sola dai suoi compagni, poiché considerata diversa. Nonostante la difficile situazione sociale, Shiho era considerata un prodigio accademico, per cui, all'età di 13 anni, era già una scienziata altamente classificata nella divisione droga interna dell'organizzazione. All'età di 18 anni, Shiho sviluppò il più recente composto in fase sperimentale dell'APTX4869, nonostante non fosse questo il suo scopo. Si scoprì che la sostanza poteva essere usata come veleno per uccidere senza lasciare tracce di sé nel corpo delle vittime. Durante le ricerche, Shiho notò che uno dei topi di laboratorio, dopo aver assunto la droga, invece di morire era diventato più giovane. L'organizzazione, però, iniziò ad utilizzare il farmaco per commettere omicidi.
Rimasta sola con la sorella, unica che potesse farle da famiglia, fu sempre costretta a lavorare sulla sostanza, non avendo perciò la possibilità di crearsi una propria vita sociale. Akemi spronava la sorella a relazionarsi con gli altri, organizzando alcuni incontri ai ristoranti e inviandole alcuni dischetti contenenti foto dei suoi viaggi con gli amici. Dopo averli guardati frettolosamente, Shiho mescolò accidentalmente i dischi con uno contenente informazioni delle sue ricerche e lo spedì ad Akemi. Il disco si scopre poi essere caduto nelle mani di un professore, amico di Akemi: Masami Hirota.
Poco tempo dopo l'inizio degli eventi correnti, alcuni team di ricerca dell'organizzazione vennero mandati ad investigare per accertare la morte di uno dei loro obiettivi: Shinichi Kudo. Come creatrice del farmaco sperimentale, Shiho fece parte della squadra, la quale perlustrò con perizia casa Kudo. Shiho notò però che la divisa di scuola elementare del ragazzo era sparita dopo la prima ispezione e iniziò a sospettare che Shinichi fosse ringiovanito per effetto del farmaco e che fosse scappato. Pochi giorni dopo, la ragazza incontrò la sorella e le disse che era andata nella casa di Kudo, a Beika, per "controllare qualcosa".
È a causa della morte di Akemi per mano di Gin, il diretto superiore dei reparti inferiori dell'organizzazione, che Shiho decide di ribellarsi a quest'ultima. La ragazza viene però immobilizzata e incatenata in una cella nel laboratorio in cui lavorava, in attesa della sua esecuzione. Shiho assume una pillola dell'APTX4869, sicura che, oltre alla morte, ci sarebbe stata una minima possibilità di tornare ad uno stato fisico precedente, così da avere la possibilità di scappare. Fortunatamente, le sue cellule iniziarono il processo di apoptosi, dandole la possibilità di liberarsi dalle manette, fuggire dal laboratorio attraverso un condotto dell'aria ed arrivare sino davanti a casa dell'unica persona la cui morte non è stata confermata tra i soggetti a cui era stata somministrata l'APTX4869: Shinichi Kudo.

## Il suo arrivo nella trama
La ragazza viene ritrovata dal dottor Agasa, il quale la porta nella sua abitazione, le dà le cure necessarie e le suggerisce di usare lo pseudonimo di Ai Haibara, iscrivendola nella stessa scuola e nella stessa classe di Conan Edogawa, alias Shinichi. La ragazzina si comporta in modo freddo e riservato quando i Detective Boys cercano di fare amicizia con lei e Genta si accorge che guarda Conan in modo strano. Ai dice loro dove abita ma, lì per lì, Conan non si rende conto che si tratta della casa di Agasa. Quella sera, sulla strada di ritorno, Ai decide di spaventarlo, rivelandogli la sua vera identità, ma tralasciando cos'era successo tra lei e il dottor Agasa e il fatto che sia fuggita dall'organizzazione. Dopo aver creduto per un momento alla sua storia, però, Conan si fa raccontare la verità dei fatti dal dottor Agasa e, nonostante la diffidenza iniziale, decide di lasciar vivere Ai nella casa del professore per poterle permettere di iniziare la ricerca ad un antidoto per l'APTX4869. La ragazzina gli rivela, inoltre, che un disco contenente informazioni sull'organizzazione sia caduto nelle mani di un professore amico di sua sorella: Masami Hirota. I tre si recano immediatamente a casa del professore, ma quest'ultimo viene trovato morto. Conan rivela il nome del colpevole e riesce a recuperare il disco. Dopo la spiegazione del caso, però, Ai crolla e inizia a piangere a dirotto, afferrando la maglietta di Conan e chiedendogli perché non sia riuscito a salvare la sorella, Akemi Miyano. Più tardi, Ai tenta di leggere i file contenuti nel disco, ma un virus chiamato "Il Barone della Notte" cancella tutti i dati.

## La sua parte nella trama
In quanto creatrice ed unica in grado di creare un antidoto per l'APTX4869, Ai riveste un ruolo essenziale nella trama. Dimostra di essere in grado di fiutare la presenza di un membro dell'organizzazione nelle sue vicinanze. Si accorgerà più avanti che questa capacità va sempre più affievolendo, forse a causa del fatto che si stia ormai abituando ad una vita normale. In seguito, sarà lei ad avvertire Conan di rinunciare a cercare il capo dell'organizzazione, una volta che egli ha trovato il modo per contattarlo, dicendogli che il numero del boss non deve essere aperto in alcun modo, perché sarebbe come aprire un Vaso di Pandora. È anche a causa della sua troppa conoscenza dell'organizzazione che Conan tende a lasciare Ai fuori dall'azione e dai pericoli, tentando di fare in modo di non esporla troppo, lasciandole quindi un ruolo marginale, non per questo meno importante, ma soltanto molto più sicuro.

## Primo confronto con l'organizzazione
Mentre stanno tornando a casa da scuola, Conan e Ai vedono la Porsche di Gin. Conan piazza una microspia all'interno e, al ritorno di Gin e Vodka, origlia i loro discorsi. Gin chiama un membro dell'organizzazione con il nome in codice di Pisco e discute riguardo al piano di uccidere qualcuno ad una cerimonia che si terrà nell'Haido City Hotel, avvisandolo che, se sarà il caso, potrà anche utilizzare il "detective incompleto" per completare il piano. Poco dopo, sfortunatamente, Gin trova la microspia e, avendo rinvenuto anche un capello castano, crede che a piazzarla possa essere stata Sherry, per cui informa Pisco. Anche se inizialmente riluttante, Ai viene convinta da Conan ad andare alla festa per tentare di evitare l'omicidio e ottenere un campione del "detective incompleto" (che altri non è che l'APTX4869), ma Pisco, che conosceva Shiho da bambina, la riconosce in Ai e la rapisce, addormentandola con il cloroformio e chiudendola in un magazzino di liquori. Più tardi, Ai si sveglia e Conan, attraverso una ricetrasmittente, le dice di bere del Paikal, il quale le permetterà di fuggire, ma nel frattempo inizia a copiare alcuni dati riguardanti l'APTX4869 da un computer che Pisco ha lasciato lì. Improvvisamente, Ai torna ad essere Shiho, indossa una tuta da lavoro trovata nel magazzino e si arrampica lungo il camino sino a raggiungere il tetto. Gin e Vodka entrano nel magazzino in cerca di Pisco, ma Gin sente il respiro affannato di una donna e trova a terra un altro capello castano. È quindi sul tetto dell'Haido City Hotel che Shiho si ritrova faccia a faccia con i due uomini in nero. Gin le spara alla schiena. Dopo lo scambio di alcune battute, l'uomo le chiede in che modo sia fuggita dalla cella del laboratorio, ma Shiho rimane in silenzio. Gin allora le spara ripetutamente, tentando di convincerla a parlare. La ragazza è ora in fin di vita a terra e, essendosi oramai reso conto che non ha intenzione di collaborare, Gin è pronto a spararle il colpo fatale. Conan arriva in tempo, lancia un ago soporifero sul braccio destro di Gin e camuffa la sua voce, ordinando a Shiho di gettarsi velocemente nel camino. Vodka le spara, per evitare che accada, ma la ragazza riesce nell'intento e torna ad essere Ai, sotto gli occhi di Pisco, il quale, nel frattempo, ha raggiunto il magazzino. L'uomo la ringrazia per aver compiuto tali progressi con l'APTX4869 e le dice che, anche se probabilmente non lo riconoscerà, era un amico stretto dei suoi genitori. Pisco si prepara a farla fuori, ma Conan appare per distrarlo. Il magazzino va in fiamme, dato che Pisco stava fumando sopra lo spirito evaporato dai liquori caduti a terra, e Conan fugge, portando con sé Ai, mentre l'uomo continua a cercarli. Gin scende dal camino e, sotto ordine del boss, uccide Pisco, poiché si è fatto fotografare da un paparazzo mentre utilizzava la pistola per compiere il delitto durante la festa.

## Saga di Vermouth

### Il giorno del dirottamento dell'autobus
In questo episodio, Conan, Ai, i Detective Boys e il dottor Agasa sono su un autobus per andare in montagna. Mentre sono sull'autobus, all'improvviso Ai si irrigidisce e afferra la mano di Conan. Quando quest'ultimo le chiede che cosa le succede, la ragazzina gli risponde che ha percepito la presenza di un membro dell'organizzazione, più precisamente di Vermouth. Conan fa dei ragionamenti e conclude che nessuno dei passeggeri può essere un membro, se non la professoressa Jodie e il dottor Araide. Alla fine dell'episodio, nonostante tutto, non riescono a capire chi sia Vermouth, anche se, mentre passano vicino a lui, Ai prova una strana sensazione.

## Saga di Bourbon
Poco tempo dopo la presunta morte dell'agente dell'FBI Shuichi Akai, Conan riceve una telefonata da Jodie, nella quale l'agente lo mette al corrente delle informazioni che la loro infiltrata nell'organizzazione, Rena Mizunashi, le ha fornito recentemente: un nuovo membro dell'organizzazione è entrato in azione. Si tratta di una persona con abili doti investigative ed una spiccata capacità di raccolta di informazioni: il suo nome in codice è Bourbon. Jodie e Conan temono che Bourbon abbia il compito di trovare Sherry.

### Una nuova minaccia: Subaru Okiya
Subaru Okiya è un giovane studente universitario che racconta di seguire un dottorato d'ingegneria all'università di Toto ed essere un fan di Sherlock Holmes. Appare per la prima volta durante un caso di incendio alla palazzina in cui abita, caso nel quale è uno dei tre indiziati. È lui la fonte della sensazione che Ai avverte in presenza dei membri dell'organizzazione, sensazione che prova proprio nel momento in cui lo vede, ma che svanisce nell'istante successivo. Il ragazzo, dopo aver saputo che i Detective Boys conoscono un certo dottor Agasa, decide di farsi presentare a lui. Dopo averlo conosciuto, chiede ad Agasa momentanea ospitalità, in cambio di assistenza per le sue ricerche. Ai è contraria all'idea, ma Conan, ignorando la sua paura per l'individuo, permette ad Okiya di andare ad abitare in casa Kudo. Quando Ai gli chiede sconcertata il perché, Conan risponde solo che un fan di Sherlock Holmes non può essere cattivo, senza darle altre motivazioni valide. Da qui in poi, Ai ripeterà più volte a Conan di cacciare quell'uomo da casa sua, poiché, secondo lei, è un membro dell'organizzazione, ma Conan le dirà sempre che è solo una sua sensazione e che, se Okiya fosse davvero uno di loro, sarebbero già stati uccisi. Nonostante quindi i tentativi di Conan di rassicurarla, Ai sarà sempre diffidente nei confronti di Okiya. Nel caso del rapimento di Conan da parte di un'assassina, Okiya la convince ad unirsi all'inseguimento della donna, durante il quale l'uomo le dice la frase "Non fare quella faccia...", frase che le rimarrà impressa. Giorni dopo, Conan si accorge che Ai ha iniziato a chiamare Okiya per nome (Subaru-san), per cui le chiede se, per caso, stia iniziando a fidarsi di lui, ma la ragazza nega. Più tardi, la frase "Non fare quella faccia..." le torna in mente e ricorda che è la stessa frase che una volta disse anche Dai Moroboshi, il fidanzato di sua sorella. In seguito, mentre Conan si trova al dipartimento di polizia per risolvere un caso, Ai e Okiya rimangono soli per la prima volta e hanno un dialogo breve ma intenso. Ai afferma che lui potrebbe trascinarla con la forza se volesse, dimostrando una certa relazione quasi amichevole nei suoi confronti, considerandolo dunque non più un pericolo come prima, e Okiya le risponde che non la tratterebbe mai in modo sgarbato, poiché, pensando tra sé e sé, lo ha promesso a "lei". Più tardi, quando Okiya si addormenta in macchina, Ai entra di soppiatto nel veicolo e tenta di sfilare la sciarpa dal collo dell'uomo, ma Okiya le afferra il polso, dicendole che da lì in poi è il "suo territorio". Subaru Okiya è in realtà Shuichi Akai.

### Una nuova minaccia: Masumi Sera
Masumi Sera è una detective liceale che si è trasferita nella classe di Ran e Sonoko. La ragazza è misteriosamente interessata ad Ai, nonostante non l'abbia mai incontrata. Una sera, la si vede nella sua camera d'albergo eliminare al computer un'immagine estratta da un video, in cui viene ripresa anche Ai. Tenta in tutti i modi di convincere Conan a lasciargliela incontrare. Durante l'inseguimento della rapitrice di Conan, a bordo dell'auto di Okiya, Ai avverte una sensazione di pericolo quando Sera arriva dietro di loro. Ai ha sentito parlare di Sera solo quando Conan credeva ancora che quest'ultima fosse un ragazzo.

### Una nuova minaccia: Tooru Amuro
Tooru Amuro è un detective che si è trasferito a lavorare come cameriere al Caffè Poirot e ha convinto Kogoro a prenderlo come suo allievo. Amuro non ha mai mostrato interesse nel voler incontrare Ai, ma quest'ultima avverte una sensazione di pericolo quando, durante l'inseguimento della rapitrice di Conan, Amuro arriva dietro l'auto di Okiya, nella quale lei è a bordo.

### La seconda trasformazione
Durante una gita fuori città con il dottor Agasa e i Detective Boys, Conan scopre che Ai possiede un antidoto dell'APTX4869, probabilmente più efficace e duraturo di quelli precedenti, e insiste tra l'altro nel non darglielo per nessun motivo, dato che non vuole vederlo sprecato per portare avanti quella che lei definisce "una commedia romantica". Più tardi, la ragazza e i Detective Boys assistono alla sepoltura del cadavere di una donna in un bosco e corrono via per non essere uccisi dall'assassino. I ragazzini si barricano in una capanna, che si rivelerà poi essere la scena primaria del crimine, ovvero il luogo dove il colpevole farà ritorno. L'uomo, come previsto, tenta di entrare, ma, non riuscendo, blocca la porta e appicca fuoco alla baita. Non avendo altra scelta, Ai si rifugia in un'altra stanza, assume l'antidoto e torna adulta per afferrare un'ascia e sfondare la porta prima che per i bambini sia troppo tardi. Genta, Ayumi e Mitsuhiko raggiungono Conan nel bosco, raccontandogli come si sono svolti i fatti e che Ai sia stata la prima ad essere portata in salvo. Conan intuisce come siano andate veramente le cose e si precipita nel bosco alla ricerca di Shiho, gridando ripetutamente il suo nome. La ragazza, nascosta dietro un albero, gli fa lo sgambetto e lo rimprovera di essere arrivato tardi. Conan le raccomanda di rimanere nascosta nella tenda, finché l'effetto dell'antidoto non svanisca. Nel frattempo, Sera chiede ai Detective Boys informazioni circa la loro salvatrice e si viene a sapere che Mitsuhiko le ha fatto un video di nascosto con il suo cellulare, in modo tale da porterlo spedire a Kogoro per poter rintracciare la donna e ringraziarla dell'aiuto. Sera vede il video e rimane scioccata. La sera stessa, in agenzia, Ran sente alcuni rumori provenire dalle scale. Si vede che Amuro si è introdotto furtivamente nell'ufficio per accedere al computer di Kogoro, utilizzando la password ingegnosamente carpita in precedenza, e guarda con incredibile stupore il video che riprende Shiho, accorgendosi che la ragazza indossa un anello col quale si può salpare a bordo del Bell Tree Express. Il computer viene hackerato e, nell'ultima scena, vediamo Okiya in casa Kudo, circondato da tre monitor, con l'atteggiamento di uno che sa già tutto.
Per cui, tutti e tre i protagonisti della saga di Bourbon, ovvero Subaru Okiya, Masumi Sera e Toru Amuro, vedono Shiho adulta, sanno che ha il pass per il Bell Tree Express e saranno quindi, presumibilmente, a bordo del treno per eliminarla.

### A bordo del Mystery Train
Nel capitolo 819, durante il caso del Mystery Train, avviene l'incontro con Masumi Sera, che le provoca di nuovo la sensazione di angoscia ed inquietudine, come successole altre volte. A bordo del treno, la ragazza avverte altre strane sensazioni omicide, ma non sa dar loro una spiegazione, finché Mitsuhiko non spiegherà di aver inviato il video del salvataggio al detective Kogoro, il quale lo ha messo su internet, facendole capire che probabilmente l'organizzazione è a bordo. S'imbatte anche nel Sosia di Akai per ben due volte, la prima quando l'uomo esce dalla cabina alle sue spalle e la seconda incrociandolo nel corridoio di un vagone: in particolare, questa seconda volta viene vista dall'Akai con la cicatrice e, terrorizzata a morte, afferra il maglione di Ran, tenendosi con tutta se stessa. Nel capitolo 824, la ragazza si nasconde e piange, ripensando alle audiocassette lasciatele dalla madre Elena e prendendo la decisione di suicidarsi, assumendo l'antidoto, e consegnandosi all'organizzazione. Nel capitolo 823, ridiventa Shiho, ma viene scoperta da Tooru Amuro, che in realtà le rivela di essere Bourbon, il membro dell'organizzazione che ha proprio lei come obiettivo. Nel file successivo, però, si scopre che Shiho era in realtà Kaito Kid travestito, chiamato in causa da Conan, affinché potesse far credere all'organizzazione che Shiho sia effettivamente morta nell'esplosione sul treno, mentre la vera Shiho, sotto le sembianze di Ai, era rimasta in un'altra cabina del treno a parlare tramite un microfono per suggerire le risposte che Kid avrebbe dovuto dare a Bourbon. L'unica al corrente del fatto che Sherry sia ancora viva è Vermouth, la quale però ha promesso a Conan che non avrebbe più cercato di ucciderla.
Nel caso immediatamente successivo al Mystery Train, Ai si mostra molto arrabbiata con Conan per averla tenuta all'oscuro del suo piano. Durante la conversazione, chiede per la prima volta chiaramente a Conan chi è in realtà Subaru, ma ancora una volta non le viene spiegato nulla. Conan le dice solo che è dalla loro parte.

## Rapporto con altri personaggi
Shiho, a causa del suo passato, trova sempre molte difficoltà a relazionarsi con gli altri. Essendo vissuta sempre in solitudine, non ha mai avuto la possibilità di crearsi una propria vita sociale e perciò, una volta rimpicciolita ed assunte le sembianze di Ai Haibara, ha trovato diverse difficoltà ad inserirsi tra i suoi nuovi compagni di classe.
È proprio con loro che Ai ha la possibilità di crearsi una propria vita in rapporto con gli altri. Nonostante sia vista da loro come una persona che si comporta in un modo più adulto rispetto alla sua età, nutrono comunque profonda ammirazione e rispetto, tanto da riferirsi a lei, nella versione giapponese, col suffisso -San, chiamandola perciò "Signorina Haibara".
Tra di loro solo Ayumi Yoshida è riuscita davvero a colpire Ai, facendole notare la spontaneità e la semplicità dei sentimenti che scaturiscono da una bambina, al punto che, proprio grazie ad Ayumi, Ai deciderà di non entrare nel programma protezione testimoni dell'FBI.
Ben diverso è il suo rapporto con Conan Edogawa. Essendo anche lui nelle sue stesse condizioni, è l'unico col quale può confrontarsi, ma, nonostante ciò, Ai sa di non poterlo aiutare.
Aiutarlo vorrebbe infatti dire mandarlo a viso aperto contro l'organizzazione e Ai sa che facendolo Conan andrebbe incontro a morte sicura.
Proprio per questo motivo cerca di evitare in tutti i modi possibili che lui si esponga troppo per scoprire chi sia il capo dell'organizzazione, e infatti lei ha sempre saputo che si tratta di Renya Karasuma, anche se fino ad ora tutti i suoi tentativi di fermarlo si sono rivelati inutili. A partire dal volume 48, però, anche lei comincia a volersi esporre di più contro l'organizzazione. Inoltre, Yukiko Kudo, studiando i comportamenti che Ai assume nei confronti di Conan, ha suggerito al figlio che la ragazza possa essere innamorata di lui.
Con le persone più grandi Ai ha rapporti molto diversi. Sin da quando ha deciso di accudirla nella sua casa, il dottor Agasa le ha sempre fatto da secondo padre, aiutandola in tutti i modi a lui possibili.
Ran Mori è vista invece da Haibara con una strana luce. Inizialmente la vede come il suo opposto, solare, sempre felice, proprio il suo esatto contrario. Successivamente, però, riconosce in Ran la figura di sua sorella Akemi, la quale non esita un secondo nel salvarla dalle pallottole di Vermouth.
Dei membri dell'organizzazione sono due i personaggi che hanno maggiore importanza per la vita di Haibara: Gin e Vermouth. Il primo, che ha un'ossessione morbosa per lei.
La seconda, che invece, nonostante sia inizialmente anche lei sulle sue tracce per lo stesso motivo, ha cambiato i suoi piani dopo aver scoperto la doppia identità di Ai/Shiho. Si scopre poi, da una chiamata a Gin, che lei prova molto odio per lei per un motivo ancora sconosciuto.

## Doppiaggio
Nella versione originale giapponese, Ai è doppiata in tutti i media da Megumi Hayashibara, che doppia anche Shiho, la sua versione adulta.
Nella versione italiana, Ai è doppiata inizialmente da Tosawi Piovani, dall'episodio 136 al 437, e dal 3° all'8° film. Dopo il ritiro dalla professione della Piovani, la voce passa a Federica Valenti (da poco sostituita nel doppiaggio di Ayumi) dall'episodio 438 in avanti, dal 9° film in poi, e anche nella serie Magic Kaito 1412. Nella serie spin-off Detective Conan: The Culprit Hanzawa è invece doppiata da Chiara Leoncini. Da adulta, la voce è stata affidata principalmente a Lorella De Luca, che ha doppiato Shiho negli episodi 192, 752 e 756, mentre Loredana Nicosia la doppia nell'episodio 139, Laura Cherubelli nel primo doppiaggio dello special Detective Conan: Episode "One" - Il detective rimpicciolito e Federica Valenti nell'episodio 630 e nel ridoppiaggio dello special.

## Accoglienza
Dal 12 aprile al 12 maggio 2011, eBookJapan ha tenuto un sondaggio di popolarità dei personaggi, per il quale i lettori di Detective Conan (a livello internazionale) avrebbero potuto votare il loro preferito. Ai si è piazzata al quarto posto, con 686 voti. In occasione del lancio del quindicesimo film, il sito ufficiale sui movies della serie ha organizzato un sondaggio di popolarità da cui sarebbero emersi i primi dieci personaggi della storia. Ai è risultata quarta, prima tra i personaggi femminili. Per il rilascio dell'ottocentesimo capitolo del manga, Weekly Shōnen Sunday ha intrapreso un sondaggio/concorso di popolarità tra novantuno personaggi di Detective Conan da scegliere. Ai ha avuto il terzo posto assoluto, il primo tra i personaggi femminili, con 1.592 voti. Nel 2016, il sito web Charapedia ha indetto un sondaggio riguardante i migliori studenti trasferiti degli anime e Ai si è classificata al secondo posto, con 509 voti.